# Menina Estranha
"Menina Estranha" é uma canção gravada pela banda brasileira de rock Restart, lançada em 2011 como o primeiro single de seu terceiro álbum de estúdio, Geração Z.

## Prêmios e indicações
| Ano  | Organização            | Categoria  | Resultado | Ref.  |
| ---- | ---------------------- | ---------- | --------- | ----- |
| 2012 | MTV Video Music Brasil | Hit do Ano | Venceu    | [ 1 ] |